# Boppanahalli, Krishnarajpet
Boppanahalli là một làng thuộc tehsil Krishnarajpet, huyện Mandya, bang Karnataka, Ấn Độ.